# Madison (singel)
Madison – pierwszy singel polskiej piosenkarki Kaśki Sochackiej z jej drugiego albumu studyjnego, zatytułowanego Ta druga. Singel został wydany 26 października 2023.
Nagranie otrzymało w Polsce status podwójnie platynowego singla, przekraczając liczbę 100 tysięcy sprzedanych kopii.

## Geneza utworu i historia wydania
Utwór napisali i skomponowali Katarzyna Sochacka-Kasznia oraz Aleksander Świerkot, którzy również odpowiadali za produkcję piosenki. Piosenkarka o singlu:

To jest piosenka o decyzjach. O wątpliwościach i o pewności, o strachu i o odwadze, o poczuciu odpowiedzialności i marzeniach. Jest taka scena w filmie «Co się wydarzyło w Madison County«, która świetnie oddaje taki moment w życiu. Moment, w którym może wydarzyć się wszystko lub nic. Małe, spokojne miasteczko, deszcz, skrzyżowanie, czerwone światło i oni. Ten obrazek za każdym razem gniecie mi serce i jakoś tak wyszło, że już na etapie dema ta piosenka nosiła tytuł »Madison«. Tak zostało.

Singel ukazał się w formacie digital download 26 października 2023 w Polsce za pośrednictwem wytwórni płytowej Jazzboy Records. Piosenka została umieszczona na drugim albumie studyjnym Sochackiej – Ta druga.
13 lutego 2024 wykonała singel podczas gali Bestsellerów Empiku 2023. 22 marca piosenka została zaprezentowana podczas gali Fryderyki 2024. W grudniu zaśpiewała utwór na żywo w ramach cyklu „Scena ZET”.

## Teledysk
Do utworu powstał teledysk w reżyserii Agaty Trafalskiej, który udostępniono w dniu premiery singla za pośrednictwem serwisu YouTube.

## Lista utworów
- Digital download[3]

1. „Madison” – 4:05

## Notowania

### Pozycja na liście sprzedaży
| Kraj   | Lista (2023)             | Najwyższa pozycja |
| ------ | ------------------------ | ----------------- |
| Polska | OLiS – single w streamie | 44                |

## Certyfikaty
| Kraj          | Certyfikat         | Sprzedaż |
| ------------- | ------------------ | -------- |
| Polska (ZPAV) | 2× platynowa płyta | 100 000+ |